# Långhus (byggnad)

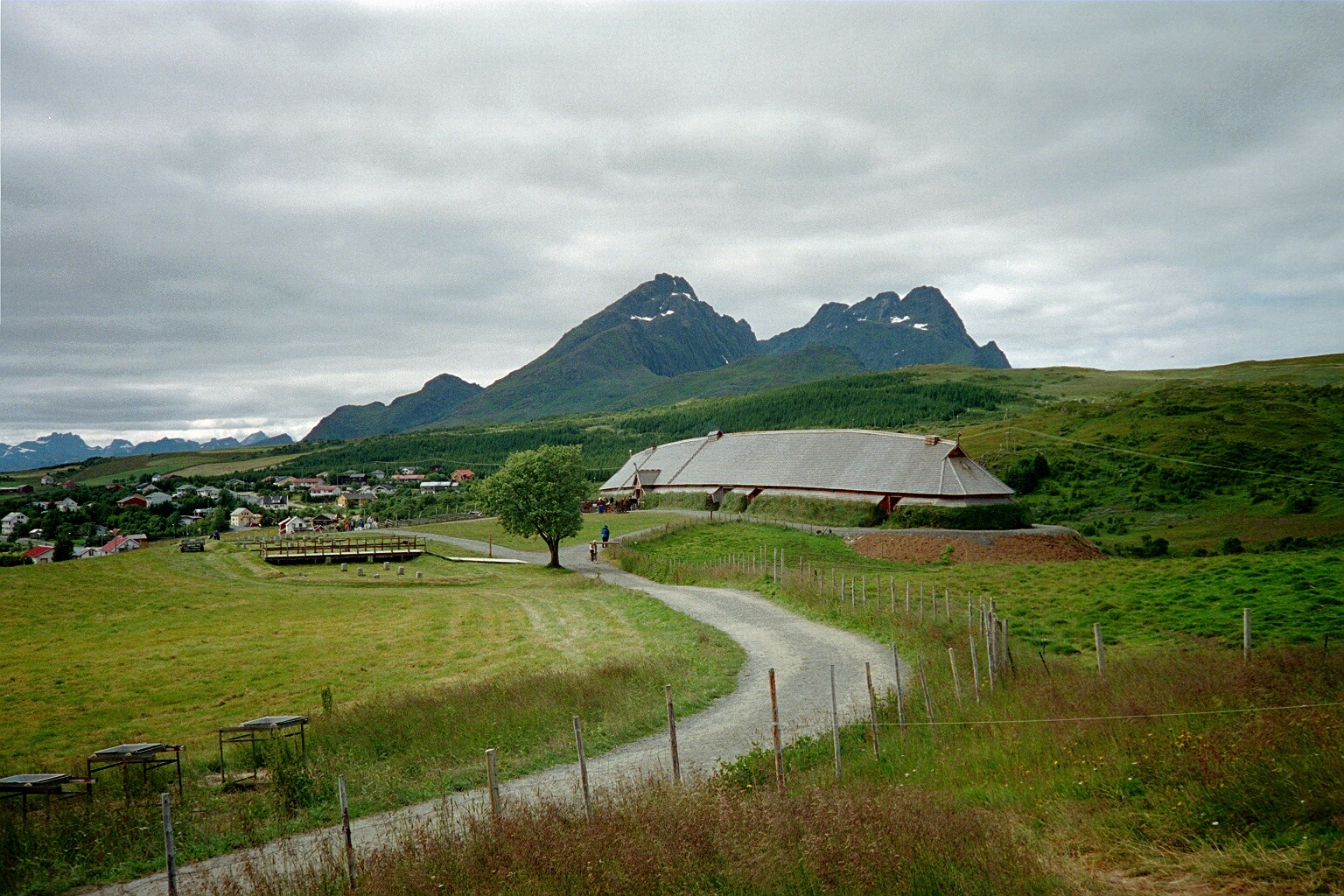
Det rekonstruerade "Hövdingahuset" i Borg, Lofoten, Norge. Några av de största långhusen man känner till byggdes i Nordnorge.

Långhuset är den byggnadstyp som framför alla andra förknippas med nordisk forntid. I stora delar av Nordeuropa var den allmän från neolitikum till början av medeltiden.

## Konstruktion

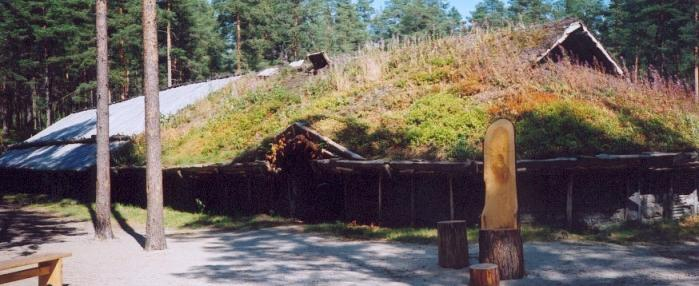
Rekonstruerat långhus i Gene fornby.

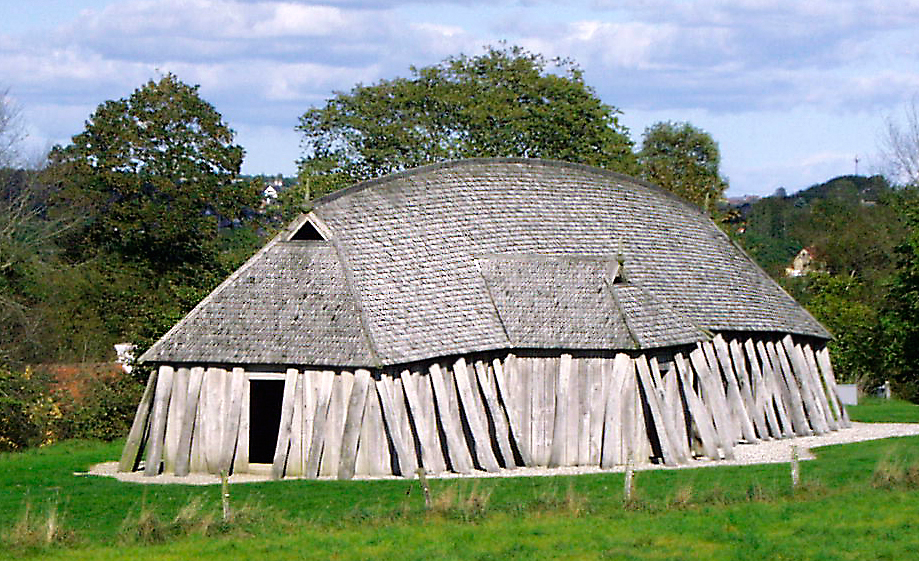
Rekonstruerat långhus i Trelleborg, Slagelse, Danmark.

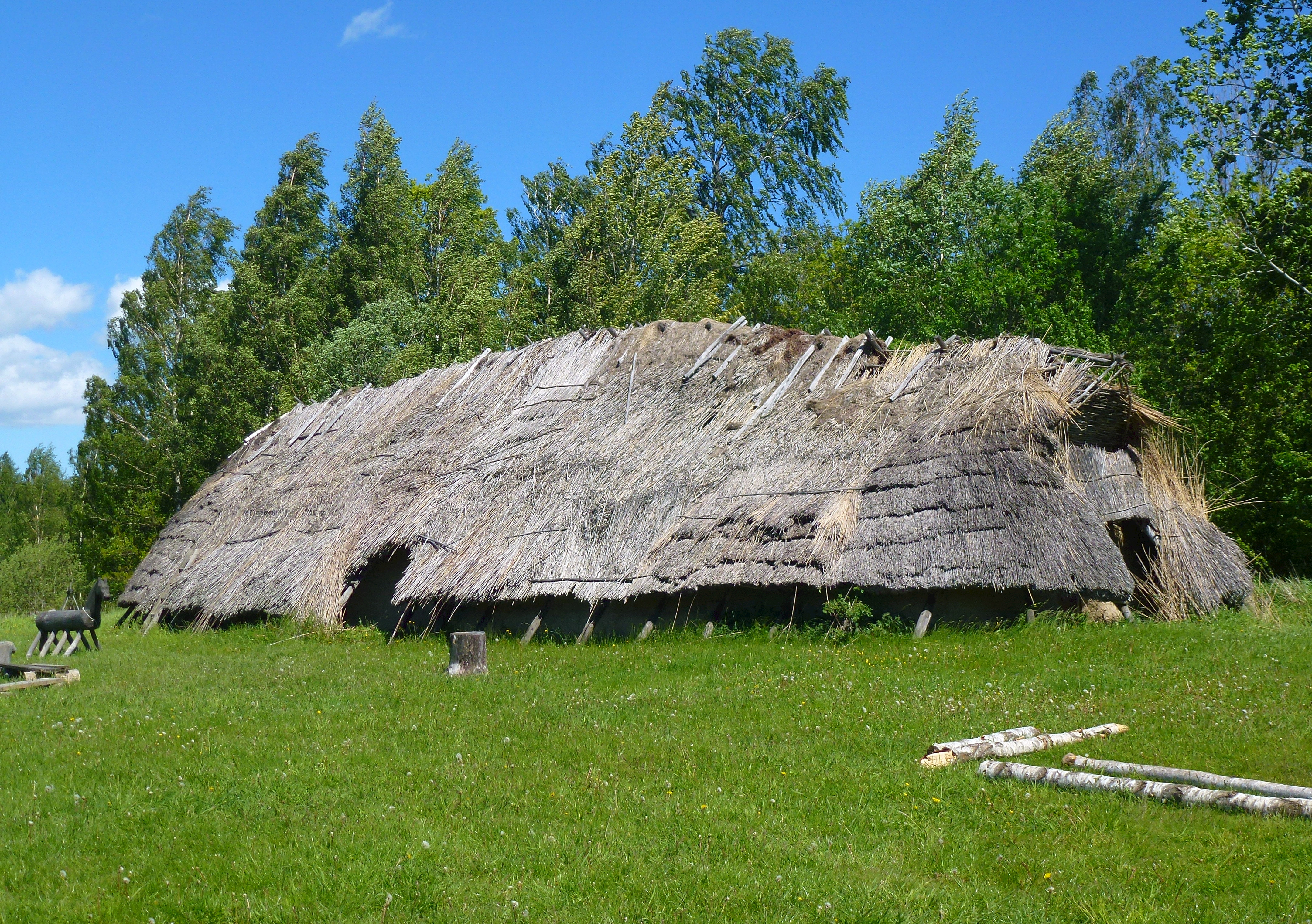
Järnåldershuset Körunda.

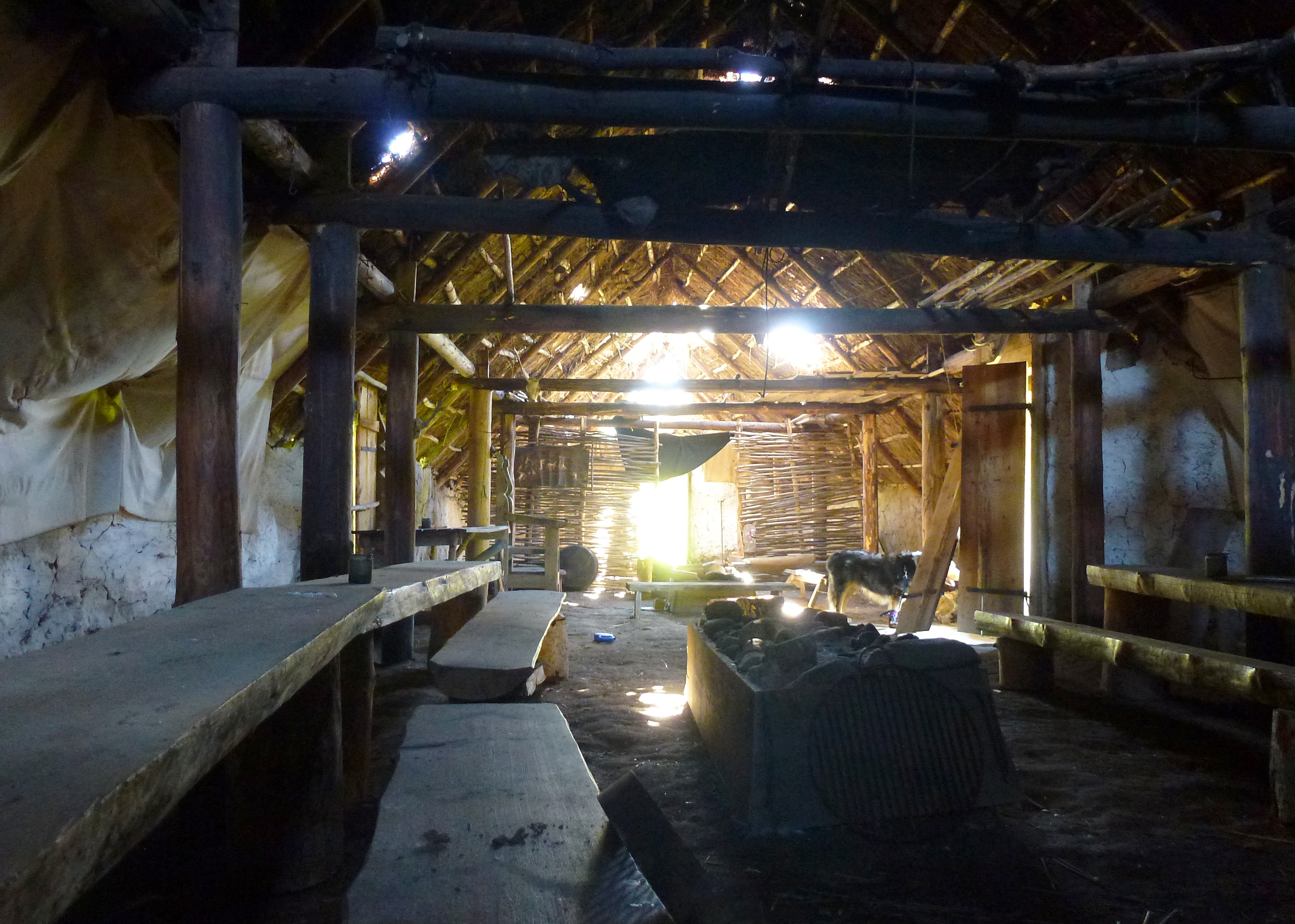
Järnåldershuset Körunda, interiör.

Långhuset byggdes med ett antal pålrader – dels längs långsidorna och gavlarna, dels bärande pålar inuti huset. Olika takstolskonstruktioner avlöste varandra. Det långa inre rummet kunde uppta hela husets längd eller delas av i olika avdelningar.
Långhus gjorde verkligen skäl för namnet – upp till 30 meter långa eller mer var ingen ovanlighet. Större långhus kunde vara så stora som 50 meter, men även exempel på uppemot 80 meter långa hus finns i Norge.
Karaktäristiskt för långhuset är vindögat, rökgångens öppning ovanför gaveln, som lånat sitt namn till ordet för fönster i såväl gaeliskan (fuinneog), norskan (vindu (bokmål), vindauga (nynorska)), danskan (vindue) som engelskan (window). Huset hade alltså en eldstad i mitten av huset, utan skorsten. Istället leddes röken ut genom vindögat med hjälp av självdrag.

## Användning
I detta hus bodde vanligen en hel gårds befolkning, bonden med familj och lite släkt, kanske några fler. I de äldre långhusen bodde djur och människor under samma tak. Senare började man avdela husen i rum med olika funktioner. Mot slutet av järnåldern började man använda långhusen till annat än endast boende. Exempelvis tycks man använt långhus som en typ av garnisonsförläggningar i exempelvis Birkaborgen, och Trelleborgen i Slagelse.

## Tidiga långhus
De tidigaste långhusen man känner till byggdes under neolitisk tid för c:a 7000 år sedan, troligen av de första jordbrukarna i Europa. De första exemplen hittar man i Centraleuropa och sätts i samband med den bandkeramiska kulturen. De arkeologiska fynden har visat att det finns en i regelmässighet i utförande och byggnadssätt, som långsamt och under en längre tidsperiod brett ut sig till övriga delar av Europa.
Huslängderna varierade från 12 till 40 meter. Bredden var c:a 7 meter. Den höga gaveln eller valmtaket stöttades av fem rader av stora träpålar. Som fundament för de pilflätade ytterväggarna har man haft en större nedgrävd trästock.
För de flesta fyndplatser har man noterat att huset inte haft några fönster, och att endast en av sidorna haft en ingång.

## Järnålderns långhus
Under järnåldern blev långhusen mer avancerade i utförandet. Bland annat började kortsidorna ofta smalnas av, vilket gjorde att husen fick en mer smäcker form. Höjden på husen tycks också ha ökat.
De största svenska långhusen från järnåldern har hittats i Skrävsta i Botkyrka kommun (51 x 8 meter), Gamla Uppsala (50 x 12,5 meter), i Aska i Hagebyhöga socken i Östergötland (47,5 x 14 meter) och i Ytterby (tidigare kallat Yttre Kongahälla) i Bohuslän (48 x 10 meter), samt Österhög i  Sjogerstads socken i Västergötland (50x7m). 
Andra exempel är den på Åland funna hallen om 40 x 12 meter. och den vendeltida hallbyggnaden om 40 x 10 meter i Ströja i Kvillinge socken, Östergötland. Den senare uppfördes cirka år 450 och är Östergötlands äldsta hallbyggnad från folkvandringstiden.
Forskare har frågat sig varför långhusen, efter en 5000-årig tradition, övergavs och vid början av medeltiden ersattes med timrade hus.

## Platser där man kan se långhus i Sverige
- Stavgard, Burs, Gotland (det första rekonstruerade långhuset i Sverige)
- Gene fornby, Örnsköldsvik, Ångermanland
- Hornbore by, Hamburgsund, Bohuslän
- Ale vikingagård, Ale kommun, Västergötland
- Ekehagens forntidsby, Falköpings kommun, Västergötland
- Årsjögård, vikingagård, Årsunda, Gästrikland
- Järnåldershuset Körunda, Ösmo, Nynäshamns kommun
- Fotevikens Museum, Höllviken, Vellinge kommun